# Marco V
Marco V (født Marco Verkuylen den 3. april 1966 i Heeswijk-Dinter) er en hollandsk trance DJ og producer. Han arbejder fast sammen med houseproduceren Benjamin Bates. Marco V var i 2009 placeret som nummer 50 på DJ Magazines liste over verdens bedste DJ's.